# Lista över svenska pansarskepp
Detta är en lista över svenska pansarskepp. Dessa byggdes mellan åren 1859-1918.

## Pansarskeppen
Svea-klass
- HMS Svea (1886)
- HMS Göta (1891)
- HMS Thule (1893)

Oden-klass
- HMS Oden (1896) (1897)
- HMS Niord (1899)
- HMS Thor (1899)

Dristigheten-klass
- HMS Dristigheten (1900)

Äran-klass
- HMS Äran (1901)
- HMS Wasa (1901)
- HMS Tapperheten (1904)
- HMS Manligheten (1904)

Oscar II-klass
- HMS Oscar II (1905)

Sverige-klass
- HMS Sverige (1915)
- HMS Drottning Victoria (1917)
- HMS Gustaf V (1918)

| HMS Svea var det första svenska pansarskeppet... |  | ...och det sista var HMS Gustav V. |
| HMS Svea var det första svenska pansarskeppet... |  | ...och det sista var HMS Gustav V. |